# Municipio de Yadkin Valley
El municipio de Yadkin Valley (en inglés: Yadkin Valley Township ) es un municipio ubicado en el  condado de Caldwell en el estado estadounidense de Carolina del Norte. En el año 2010 tenía una población de 1.205 habitantes.

## Geografía
El municipio de Yadkin Valley se encuentra ubicado en las coordenadas 36°3′43.47″N 81°42′12.38″O / 36.0620750, -81.7034389.